# Наллес
Наллес (итал. Nalles) — коммуна в Италии, располагается в регионе Трентино — Альто-Адидже, в провинции Больцано.
Население составляет 1634 человека (2008 г.), плотность населения составляет 136 чел./км². Занимает площадь 12 км². Почтовый индекс — 39010. Телефонный код — 0471.
Покровителем коммуны почитается святой Ульрих Аугсбургский, празднование в первое воскресение июля.

## Демография
Динамика населения:

## Администрация коммуны
- Официальный сайт: http://www.nalles.eu